# Coppa Placci 1995
La Coppa Placci 1995, quarantacinquesima edizione della corsa, si svolse il 24 settembre 1995 su un percorso di 205 km. La vittoria fu appannaggio dell'italiano Francesco Casagrande, che completò il percorso in 5h02'55", precedendo i connazionali Davide Cassani e Massimo Donati.
I corridori che presero il via da Imola furono 163, mentre coloro che tagliarono il traguardo di San Marino furono 31.

## Ordine d'arrivo (Top 10)
| Pos. | Corridore            | Squadra                  | Tempo    |
| ---- | -------------------- | ------------------------ | -------- |
| 1    | Francesco Casagrande | Mercatone Uno-Saeco      | 5h02'55" |
| 2    | Davide Cassani       | MG Boys Maglificio-Tech. | s.t.     |
| 3    | Massimo Donati       | Mercatone Uno-Saeco      | a 27"    |
| 4    | Roberto Caruso       | ZG Mobili-Selle Italia   | a 1'28"  |
| 5    | Emmanuel Magnien     | Castorama                | a 2'10"  |
| 6    | Claudio Chiappucci   | Carrera-Tassoni          | s.t.     |
| 7    | Maximilian Sciandri  | MG Boys Maglificio-Tech. | s.t.     |
| 8    | Paolo Lanfranchi     | Brescialat-Fago          | s.t.     |
| 9    | Luca Scinto          | MG Boys Maglificio-Tech. | s.t.     |
| 10   | Gianni Faresin       | Lampre-Panaria           | s.t.     |